# The Sweetest Taboo
Singles de Sade
Hang On to Your Love
(1984) Is It a Crime?
(1985)
Clip vidéo
[vidéo] « The Sweetest Taboo », sur YouTube
The Sweetest Taboo (« le plus doux des tabous », en anglais) est une chanson du groupe britannique Sade, de leur deuxième album studio Promise. Elle est écrite et composée par Sade Adu et également composée par Martin Ditcham. Elle est sortie le 30 septembre 1985 chez Epic Records en tant que premier single de l'album. 
Alors que la chanson a culminé à la 31e place du UK Singles Chart, elle s'est considérablement mieux classée aux États-Unis, où elle a atteint la cinquième place du Billboard Hot 100 en mars 1986, restant dans le top 40 pendant 13 semaines. Elle est également devenue le deuxième single consécutif numéro un du groupe dans le classement appelé Billboard Adult Contemporary, après Smooth Operator. The Sweetest Taboo est l'un des plus importants succès internationaux du groupe. 

## Contexte
Sade Adu, alors au sommet mondial de son succès avec son premier album Diamond Life de 1984, écrit et compose cette chanson smooth jazz-quiet storm, dans la continuité du style de son œuvre, en collaboration pour la musique avec le batteur du groupe Martin Ditcham (en).

## Paroles
The Sweetest Taboo porte sur le thème d'une « histoire d'amour tabou », dont le sujet secret mystérieux du tabou n'est pas révélé ni dans les paroles ni dans le clip de la chanson, comme le veut l'interdit implicite formel de « briser un tabou » : « Si je te dis maintenant ce que je ressens, continueras-tu de m'aimer, continueras-tu à faire ressortir le meilleur de moi, tu me procures le plus doux des tabous, c'est trop bon pour moi. Il y a un orage silencieux, tempête tranquille, ça n'a jamais été comme ça avant, c'est toi, et ça n'a jamais été aussi chaud avant, avec quelque chose de tabou, je pense parfois que tu es juste trop bien pour moi, tu me procures le plus doux des tabous, c'est pour ça que je suis amoureuse de toi. Je ferais n'importe quoi pour toi, je resterais debout dehors sous la pluie, tout ce que tu veux que je fasse, ne me laisse pas filer. Tu as le plus grand des cœurs, je pense parfois que tu es juste trop bien pour moi, chaque jour c'est noël, et chaque nuit c'est le réveillon du nouvel an, continueras-tu de m'aimer, à faire ressortir le meilleur de moi... ». 

## Clip
Dans le clip réalisé par Brian Ward, également réalisateur des deux autres clips Is It a Crime? et Never as Good as the First Time du même album, Sade Adu chante sa chanson avec son groupe, et danse sur son rythme chaloupé de calypso, dans un loft-studio avec vue panoramique sur une grande ville américaine, sous la pluie diluvienne d'un orage, entrecoupé de souvenirs, de rêves, ou de fantasmes (entre réel et imaginaire) d'une relation amoureuse dans un paysage chaud et désertique lointain. Dans son single et clip suivant Is It a Crime? (« Est-ce un crime ? ») du même album, elle quitte et fuit cet homme qu'elle aime et qu'elle a peur de perdre tout en l'accusant d’être menteur beau parleur et volage, comme elle l'explique dans sa chanson Mr. Wrong (« M. mensonge ») de l'album.

## Accueil commercial
L'album Promise est entre autres n°1 des ventes pendant 2 semaines du Billboard 200 américain à sa sortie, et vendu depuis à plus de 4 millions d'exemplaires dans le monde. Ce single est 5e des meilleures ventes du Billboard Hot 100 américain en mars 1986 (dans le top 40 pendant treize semaines) et 31e place des meilleures ventes de singles britanniques.

## Liste des titres
| A. | The Sweetest Taboo | 4:25 |
| B. | You're Not the Man | 5:09 |

| A1. | The Sweetest Taboo (Extended Version) | 5:30 |
| B1. | You're Not the Man                    | 5:20 |

## Crédits
Sade
- Sade Adu : chant
- Andrew Hale : synthétiseur
- Paul Denman (en) : guitare basse
- Stuart Matthewman (en) : guitare, saxophone
- Dave Early (en) :  batterie, percussions

Autres musiciens
- Pete Beachill : trombone
- Terry Bailey : trompette
- Martin Ditcham (en) : batterie, percussion

## Classements
| Classement (1985–1986)                   | Meilleure position |
| ---------------------------------------- | ------------------ |
| Allemagne de l'Ouest (Media Control)     | 28                 |
| Australie (Kent Music Report)            | 65                 |
| Autriche (Ö3 Austria Top 40)             | 24                 |
| Belgique (Flandre Ultratop 50 Singles)   | 10                 |
| Canada (Top Singles)                     | 12                 |
| Canada (Adult Contemporary Tracks)       | 1                  |
| États-Unis (Hot 100)                     | 5                  |
| États-Unis (Adult Contemporary)          | 1                  |
| États-Unis (R&B/Hip-Hop Songs)           | 3                  |
| États-Unis (Cash Box Top 100)            | 8                  |
| États-Unis (Cash Box Black Contemporary) | 1                  |
| Europe (European Top 100 Singles)        | 12                 |
| Finlande (Suomen virallinen lista)       | 9                  |
| France (SNEP)                            | 30                 |
| Irlande (IRMA)                           | 11                 |
| Nouvelle-Zélande (RMNZ)                  | 11                 |
| Pays-Bas (Nederlandse Top 40)            | 14                 |
| Pays-Bas (Single Top 100)                | 12                 |
| Royaume-Uni (UK Singles Chart)           | 31                 |
| Suisse (Schweizer Hitparade)             | 14                 |

| Classement (1986)               | Position |
| ------------------------------- | -------- |
| États-Unis (Hot 100)            | 55       |
| États-Unis (Adult Contemporary) | 16       |
| États-Unis (Hot Black Singles)  | 22       |
| États-Unis (Cash Box Top 100)   | 68       |